# Cal Ros (Verdú)
Cal Ros és una casa de Verdú (Urgell) inclosa a l'Inventari del Patrimoni Arquitectònic de Catalunya.

## Descripció
Casa de grans dimensions situada just davant de la porta principal de l'església de Santa Maria de Verdú. Aquesta casa està realitzada amb grans carreus de pedra tallada, resultant una estereotomia força regular. La façana està distribuïda en tres pisos. En la planta baixa hi ha la porta d'entrada d'arc de mig punt adovellat. En el primer pis hi ha, a la banda esquerra, dos balcons i a la dreta dues finestres, totes són cobertes per llindes de pedra llises. Aquestes obertures no es troben alienades per la part inferior, ja que les obertures de l'esquerra són balcons, mentre que les de la dreta són finestres. Finalment, al pis superior, disposades amb ritme regular, hi ha quatre finestres senzilles rectangulars amb llinda de pedra rectangular llisa. La coberta té un ràfec discret.

## Història
Cal Ros antigament era la casa del metge del poble de Verdú. Avui en dia hi viuen i el seu interior es troba en molt bon estat de conservació.